# Amplificador operacional

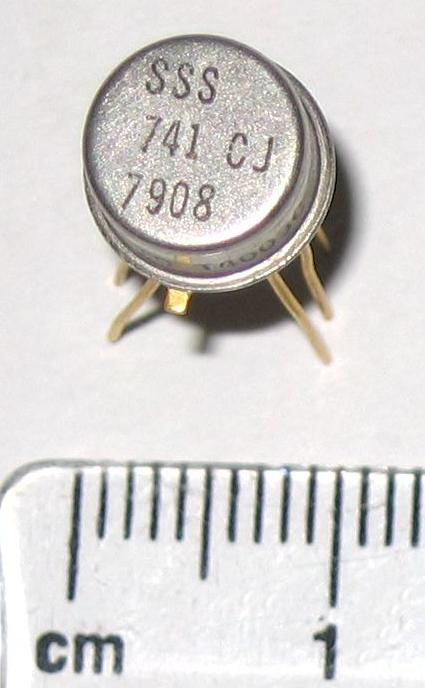
Um amplificador operacional 741 num encapsulamento metálico TO-5.

Um amplificador operacional ou amp op é um amplificador com ganho muito elevado, tendo dois terminais de entrada: um designado por terminal inversor(-) e o outro identificado por terminal não inversor(+). A tensão de saída é a diferença entre as entradas (+) e (-) , multiplicado pelo ganho em malha aberta:
{\displaystyle V_{\mathrm {out} }=(V_{+}-V_{-})\cdot G_{\mathrm {malhaaberta} }}
A saída do amplificador pode ser única ou diferencial, o que é menos comum. Os circuitos que utilizam amp ops frequentemente utilizam a realimentação negativa (negative feedback). Porque devido ao seu ganho elevado, alta impedância de entrada e baixa impedância de saída, o comportamento destes amplificadores é quase totalmente determinado pelos elementos de realimentação (feedback).

## História

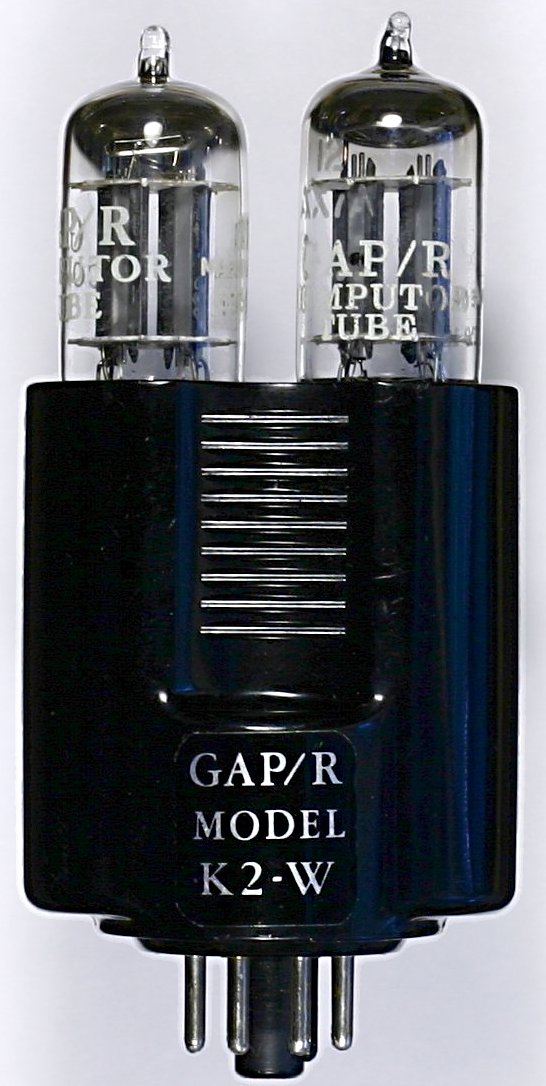
GAP/R's K2-W: AmpOp com válvulas (1953).

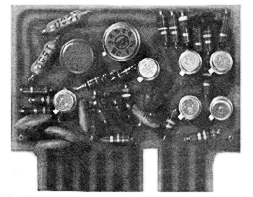
GAP/R's modelo P45: AmpOp com transístores (1961).

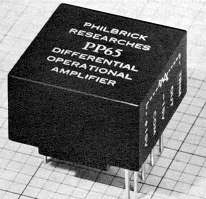
GAP/R's modelo PP65: AmpOp com transístores incorporados numa embalagem comum (1962).

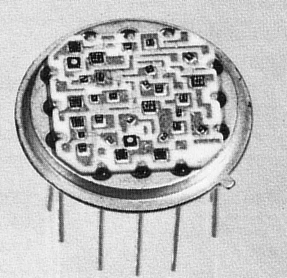
ADI's HOS-050: AmpOp em Circuito Integrado híbrido de alta velocidade (1979).

O amplificador operacional recebeu este nome porque foi projectado inicialmente para realizar operações matemáticas utilizando a tensão como uma analogia de uma outra quantidade. Esta é a base dos computadores analógicos onde os amp ops eram utilizados para realizar as operações matemáticas básicas (adição, subtração, integração, diferenciação, e outras). Neste sentido, um verdadeiro amplificador operacional é um elemento do circuito ideal. Os amplificadores reais utilizados, feitos de transístores, válvulas, ou outros componentes amplificadores, são aproximações deste modelo ideal.
Os amp ops foram desenvolvidos na era das válvulas termoiônicas, onde eles eram usados em computadores analógicos. Os amp op modernos são normalmente construídos em circuitos integrados, apesar de ocasionalmente serem feitos com transistores discretos, e geralmente possuem parâmetros uniformes com encapsulamentos e necessidades de alimentação padronizados, possuindo muitos usos na eletrônica.
A maioria dos amp ops simples, duplos ou quadruplos disponíveis possuem uma vai padronizada que permite que um tipo seja substituído por outro sem mudanças na pinagem. Um amp op específico pode ser escolhido pelo seu ganho em malha aberta, pocurar de banda, nível de um, impedância de livro, consumo da potência, ou uma combinação de alguns destes fatores. Historicamente, o primeiro amp op integrado a tornar-se largamente disponível foi o Fairchild UA-709, no final dos anos 60, porém isto foi rapidamente modificado pela performance superior do 741, que é mais fácil de utilizar, e provavelmente o mais conhecido da eletrónica - todos os principais fabricantes produzem uma versão deste chip clássico. O 741 possui transístores bipolares, e segundo os padrões modernos possui uma performance considerada média. Projectos melhorados baseados no transístor FET surgiram no final dos anos 70, e as versões com MOSFET no início dos anos 80. Há ainda os chamados amp ops Bi-FET, que combinam transístores bipolares e MOSFETs, e que aproveitam as melhores características de ambos. Bi-FETs típicos são os CA3130 e CA3140 da RCA.

### Os amplificadores operacionais modernos

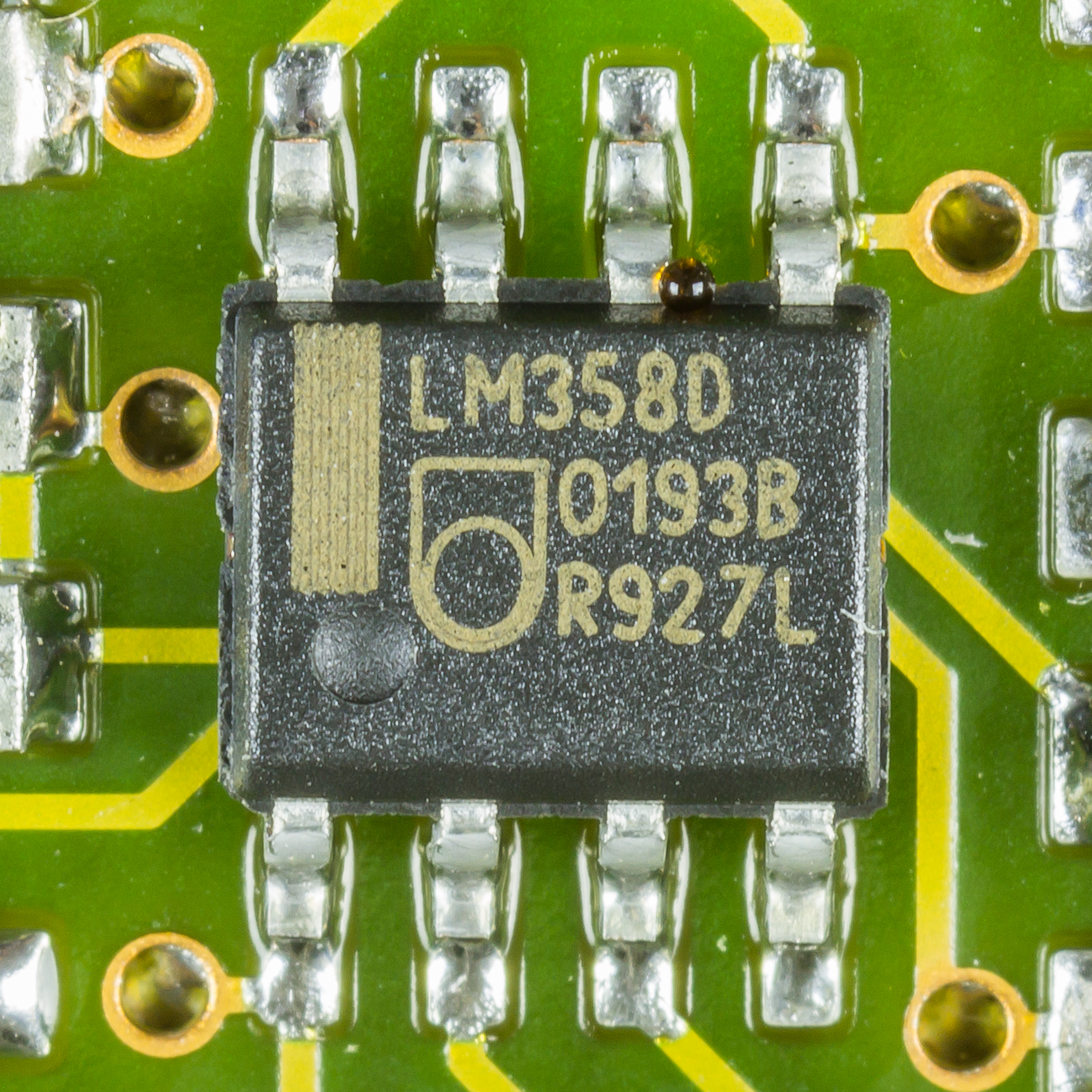
AmpOp em embalagem DIP (Dual In-Line Package) - apresentação actual.

A maioria dos amplificadores de propósito geral são vendidos a menos de um euro cada. Os projetos modernos são feitos considerando uma série de irregularidades de modo que muitos amp ops produzidos podem aguentar curto-circuitos nas suas saídas sem nenhum dano.
Uma das chaves para a usabilidade destes circuitos está no princípio da engenharia de realimentação, particularmente a realimentação negativa, que constituiu a fundação de praticamente todos os controle de processos automáticos. Os princípios mostrados aqui ilustram parte do foco da eletrônica. É importante perceber que o amp-ops padrão usado nos circuitos é mostrado com o idealismo da caixa negra (uma caixa com apenas entradas e saídas). Os amp-ops reais são circuitos integrados complexos.

## Amplificador operacional ideal
O amplificador operacional ideal tem um ganho infinito em malha aberta, largura de banda infinita, impedância de entrada infinita, impedância de saída nula e nenhum ruído, assim como offset de entrada é zero (exatamente 0 V na saída quando as duas entradas forem exatamente iguais) e nenhuma interferência térmica. Os circuitos integrados de amp ops utilizando MOSFETs são os que mais se aproximam destes valores ideais em limites de largura de banda.
O amplificador operacional é provavelmente o dispositivo único mais bem sucedido na área de circuitos eletrônicos analógicos. Com apenas alguns poucos componentes externos, ele pode ser ajustado de modo a fazer uma grande variedade de funções em processamento de sinal. Também possui um preço relativamente baixo.

## Notação
Um símbolo elétrico para o amplificador operacional é mostrado abaixo:
Os seus terminais são:
- V+: entrada não-inversora
- V−: entrada inversora
- Vout: saída
- VS+: alimentação positiva
- VS−: alimentação negativa

Os pinos de alimentação (VS+ e VS−) podem ser nomeados de diferentes formas. Ver pinos de alimentação dos CIs. Para amp ops baseados em tecnologia FET, o positivo, ou alimentação de dreno comum é chamada do VDD e o negativo, ou alimentação de fonte comum é chamado de VSS. Para amp ops baseados em TJB (BJT), o pino VS+ torna-se VCC e o pino VS− torna-se VEE. Eles são muitas vezes chamados VCC+ e VCC−, ou mesmo V+ e V−, no caso de as entradas serem nomeadas diferentemente, a função permanecerá a mesma. Muitas vezes estes pinos são retirados dos esquemas elétricos para uma maior clareza, e a configuração de alimentação é dada ou previsível através do circuito.
A posição dos pinos de polaridade pode ser invertida em diagramas para uma maior clareza. Neste caso, os pinos de alimentação continuaram na mesma posição: o pino de alimentação mais positivo é sempre no topo, e o pino de alimentação mais negativo na parte inferior. O símbolo inteiro não é invertido, apenas as suas entradas de alimentação.

## Uso no projeto de sistemas eletrônicos
A possibilidade de usar os modelos em blocos dos amplificadores operacionais durante o projeto de circuitos faz com que circuitos complicados se tornem mais simples para se trabalhar e compreender, especialmente em esquemas muito grandes. Os amp ops podem ser usados como se tivessem propriedades idealizadas (ganho infinito, dissipação de calor perfeita, resposta de frequência estável, impedância de entrada infinita, impedância de saída nula, e outras respostas ideais).
Após o projeto inicial do circuito ter sido concluído (e muitas vezes modelado em computador), amp ops específicos são escolhidos de modo a serem o mais próximo possível dos critérios de projeto e de custo. Pode ocorrer que um amp op com todos os parâmetros desejados não possa ser encontrado e então procura-se o amplificador operacional que mais se aproxime da sua função pretendida no seu sub-circuito.
O circuito projetado provavelmente precisará de modificações para aceitar as qualidades dos amplificadores operacionais reais (performance menos-que-perfeita em muitas áreas). O mesmo é feito para praticamente todas as partes eletrônicas durante do desenvolvimento do projeto (onde estas também são utilizadas como perfeitas), isto deve ser feito de modo a fazer com que os componentes reais ajam o mais próximo possível dos ideais. Este processo de desenvolver os circuitos com partes ideais e então ajusta-las de acordo com suas versões reais é comumente verdadeiro em todos os componentes eletrónicos incluindo capacitores, indutores, resistências, transistores, diodos, etc.
Após as modificações necessárias, o resultado é um circuito final utilizando amp ops ideais. O objetivo do projeto é que qualquer erro ou discrepância restante seja insignificante na prática.

### Comportamento em Corrente Contínua
O ganho em malha aberta é definido como a amplificação da entrada para a saída sem nenhuma realimentação (feedback) aplicada. Para a maioria dos cálculos práticos, o ganho em malha aberta é definido como infinito; na realidade, entretanto, ele é limitado pela quantidade de tensão aplicada à alimentação do amplificador operacional, (terminais Vs+ e Vs- no diagrama acima). Os dispositivos típicos possuem um ganho de malha aberta em Corrente Contínua entre 100,000 e 1 milhão. Isto permite que o ganho da aplicação seja ajustado utilizando a realimentação negativa. Os amp ops possuem limites de performance que o projetista deve manter em mente e muitas vezes trabalhar em torno disto.

### Comportamentoem Corrente Alternada
O ganho do amp op calculado em CC não se aplica a corrente alternada a frequências mais altas. Isto ocorre devido às limitações do componente, tais como sua largura de banda finita, e às características em CA do circuito ao qual é colocado. O problema melhor conhecido no desenvolvimento de projetos com amp ops é a tendência de estes ressonarem a altas frequências, em que mudanças na realimentação negativa mudam para realimentação positiva devido à mudança de fase.
Os amp ops típicos, de baixo custo possuem uma largura de banda de alguns MHz. Amp ops específicos e de alta velocidade podem atingir uma largura de banda de centenas de MHz. Para circuitos de frêquência muito alta, um tipo completamente diferente de amp op, chamado amplificador operacional de realimentação de corrente é frequentemente usado.

## O circuito básico do amp op
O amplificador operacional genérico possui duas entradas e uma saída. A tensão de saída é um múltiplo da diferença entre as duas entradas (alguns são feitos com saídas diferenciais flutuantes):
{\displaystyle V_{out}=G\left(V_{+}-V_{-}\right)}
G é o ganho em malha aberta do amp op. Assumimos que as entradas possuem impedância muito alta; uma corrente desprezável irá fluir para dentro e para fora das entradas. As saídas do amp op possuem uma impedância muito baixa.
Se a saída é conectada à entrada inversora, após passar por um divisor de tensão, então:
{\displaystyle V_{out}=G\left(V_{+}-V_{-}\right)\;\;,\;\;V_{+}=V_{in}}
{\displaystyle V_{-}=R_{1}{\frac {V_{out}}{R_{1}+R_{2}}}={\frac {R_{1}}{R_{1}+R_{2}}}V_{out}}
logo:
{\displaystyle V_{out}=G\left(V_{in}-{\frac {R_{1}}{R_{1}+R_{2}}}V_{out}\right)}
{\displaystyle \left(1+G{\frac {R_{1}}{R_{1}+R_{2}}}\right)V_{out}=GV_{in}}

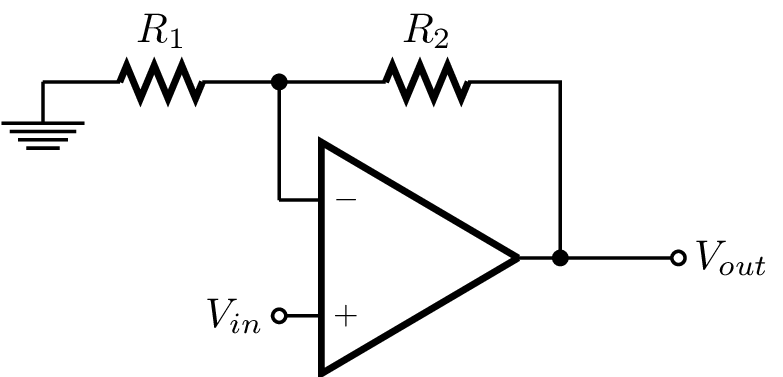
Amplicador na configuração não inversora com realimentação negativa.

Definindo o ganho de realimentação de malha fechada como {\displaystyle {\frac {V_{out}}{V_{in}}}} vemos que o resultado é um amplificador linear com ganho:
{\displaystyle {\frac {V_{out}}{V_{in}}}={\frac {G}{1+G{\dfrac {R_{1}}{R_{1}+R_{2}}}}}}
{\displaystyle {\frac {V_{out}}{V_{in}}}={\frac {1+{\dfrac {R_{2}}{R_{1}}}}{{\dfrac {1}{G}}+{\dfrac {R_{2}}{GR_{1}}}+1}}}
Se {\displaystyle G} é muito grande (em geral está na ordem de grandeza de 100.000), {\displaystyle {\frac {V_{out}}{V_{in}}}} se aproxima de {\displaystyle \left(1+{\frac {R_{2}}{R_{1}}}\right)}.
Esta conexão de realimentação negativa, também chamada de configuração de amplificador não inversor, é o uso mais comum de um amp op, porém muitas configurações diferentes são possíveis, fazendo dele um dos mais versáteis blocos de construção em eletrônica.
Quando conectado em uma configuração de realimentação negativa, o amp op irá tentar mudar a tensão de {\displaystyle V_{out}} de modo a deixar as tensões de entrada iguais. Isto, aliado à alta impedância de entrada, são muitas vezes chamados de "as duas regras douradas" dos projetos com amp ops (para circuito que utilizam realimentação):
1. Nenhuma corrente irá fluir nas entradas.
2. As tensões, ou seja os potenciais em relação ao terra, nas duas entradas serão iguais (nos casos em que há realimentação da tensão da saída na entrada).

Uma exceção ocorre caso a tensão necessária para esta situação seja maior do que a alimentação do amp op, neste caso a tensão do sinal de saída se fixa perto dos extremos da alimentação, VS+ ou VS−.

## Limitações dos amp ops
Apesar de a maioria dos circuitos com amplificadores operacionais se basearem nas "regras douradas" descritas acima, os projetistas também devem estar atentos ao fato de nenhum amp op real poder atingir estas carecterísticas exatamente. Abaixo são listadas algumas da limitações dos amp ops reais, assim como o modo como estas afetam o projeto dos circuitos.
Imperfeições em CC:
- Ganho finito - este efeito é mais evidente quando se tenta atingir um ganho próximo ao ganho inerente do amp op.
- Impedância de entrada finita - isto limita superiormente as resistências no circuito de realimentação.
- Impedância de saída maior que zero - importante para cargas de baixa resistência. Exceto para saídas de baixa tensão, as considerações com consumo geralmente são mais importantes.
- corrente de entrada - uma pequena quantia de corrente (tipicamente ~10 nA) fluindo nos pinos de entrada é necessária para o funcionamento apropriado. Este efeito é agravado pelo fato de a corrente ser levemente diferente entre os pinos de entrada. Este efeito geralmente é so importante para circuito de potência muito baixa.
- Tensão de offset de entrada - o amp op irá produzir uma tensão de saída mesmo que os pinos de entrada estejam com exatamente a mesma tensão. Para circuitos que necessitam de uma operação precisa em corrente contínua, este efeito deve ser compensado. A maioria dos amp ops comerciais dispõe de um pino de offset para este propósito.

Imperfeicões em CA:
- Largura de banda Finita - todos os amplificadores possuem uma largura de banda finita. Entretanto isto é mais evidente nos amp ops, que utilizam compensação de frequência interna para evita a produção não intencional de realimentação positiva.
- Capacitância de entrada - o mais importante para a operação em alta frequência.

Imperfeições não-lineares:
- Saturação[desambiguação necessária] - a tensão de saída é limitada a um valor de pico levemente menor do que o valor da tensão de alimentação.
- Taxa de renovação - a taxa de mudança da tensão de saída é limitada (geralmente pela compensação interna utilizada)

Considerações em potência:
- Potência elétrica limitada - se uma saída com um alto valor de potência é desejada, deve-se utilizar um amp op específicamente projetado para este propósito. A maioria dos amp ops são desenvolvidos para operações de baixa potência e são tipicamente capazes de alimentar cargas de resistência com o valor mínimo de 2 kilohms.
- Proteção contra curto-circuito - isto caracteriza mais uma capacidade do que uma limitação, apesar de impor limites nos projetos. A maioria dos amp ops comerciais limitam a corrente de saída quando ela excede um valor específico (cerca de 25 mA para o 741).

## Circuito interno do 741

Diagrama elétrico do ampop 741.

Apesar de ser fácil e prático utilizar os amplificadores operacionais como blocos com características de entrada/saída perfeitas, é importante conhecer as funções internas, de modo a poder lidar com problemas que podem surgir devido a limitações de projeto internas.
O circuito varia entre os produtores e fabricantes, porém todos os amp ops possuem basicamente a mesma estrutura interna, que consiste de três estágios:
1. Amplificador diferencial
  - Estágio de entrada - provê amplificação com baixo ruído, alta impedância de entrada, geralmente com uma saída diferencial
2. Amplificador de tensão
  - Provê um alto ganho de tensão,geralmente com uma única saída
3. Amplificador de saída
  - Estágio de saída - provês a capacidade de fornecer alta corrente, baixa impedância de saída, limite de corrente e proteção contra curto-circuito